# 國際土壤年

2015年土壤國際年的標誌

國際土壤年，聯合國第68屆會議決議聲明中，訂定12月5日定為「國際土壤日」，並宣布2015年為「國際土壤年」（International Year of Soils）。
該目的是提高認識全世界土壤糧食安全的重要性，  ，農業以及在減緩氣候變化，減貧和可持續發展。

## 設定目的
- 在人類的生活土壤中發揮的重要作用，提高了社會的認可。
- 糧食安全（食品安全），適應和減緩氣候變化，以啟迪的生態系統服務，土壤消除貧困和可持續發展作出了貢獻。
- 促進可持續管理和土地資源保護有效的政策和行動。

## 外部連接
- （英文）聯合國第68会期決議 （页面存档备份，存于）
- （英文）Global Soil Partnership （页面存档备份，存于）
- （日語）農業と環境No168、（独）農業環境技術研究所HP （页面存档备份，存于）
- （日語）国際土壌年2015応援ポータルサイト （页面存档备份，存于）